# 笠松駅

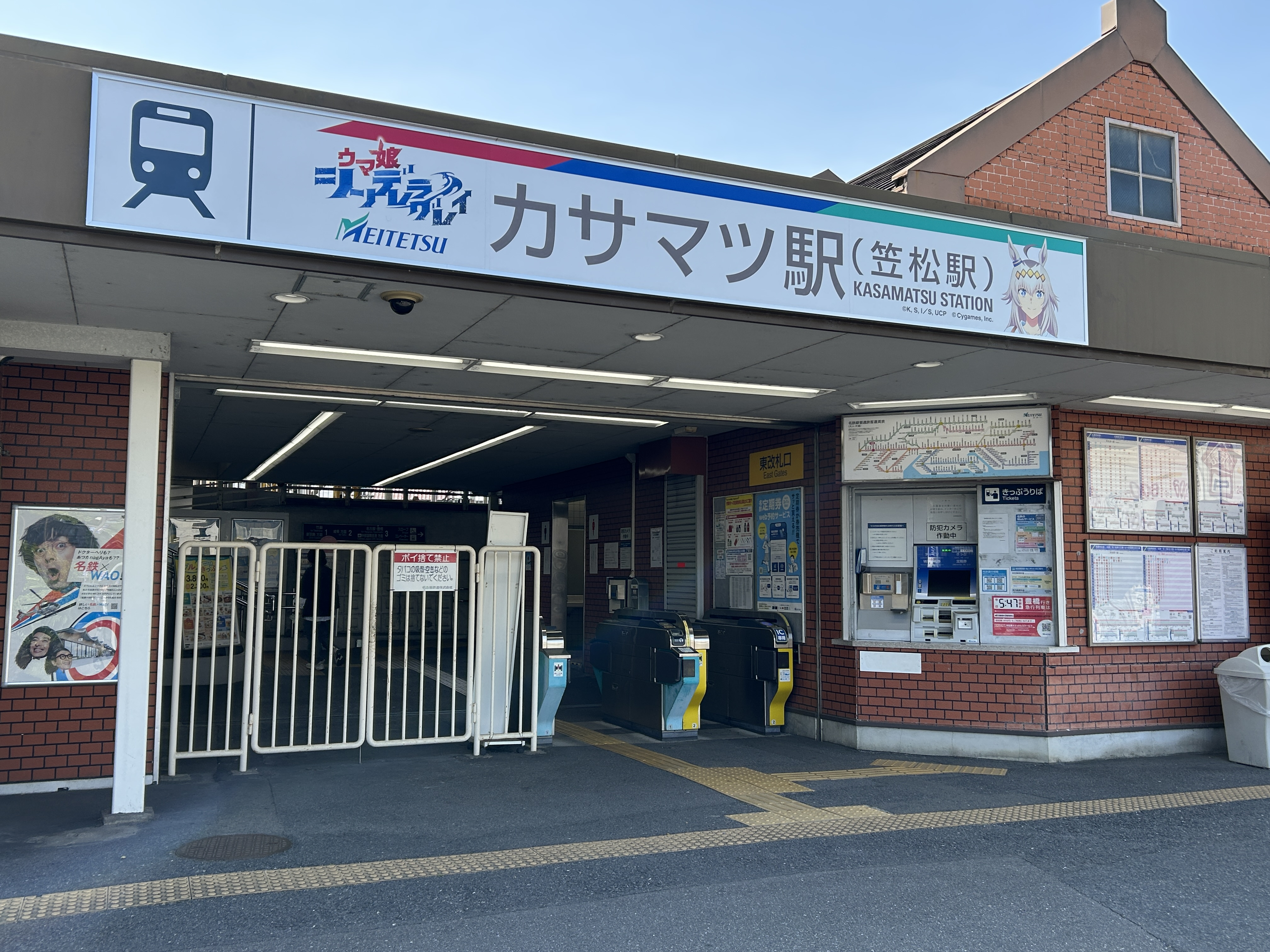
期間限定で「カサマツ駅」に変更された東口の駅名看板（2025年）

笠松駅（かさまつえき）は、岐阜県羽島郡笠松町西金池町にある、名古屋鉄道名古屋本線・竹鼻線の駅である。駅番号はNH56。

## 概要
快速特急停車駅で、日中は名古屋本線の特急と竹鼻線の始発列車が当駅で接続する。名鉄岐阜から竹鼻線へ直通する急行は当駅から普通になる。朝夕の一部には全区間を普通で走る名鉄岐阜 - 羽島市役所前・新羽島間の列車が設定されている。2001年までは竹鼻線・羽島線内でも通過運転をする急行が設定されていた。かつては当駅始発の名古屋方面行きの急行が1本設定されていた。
竹鼻線・羽島線の列車は大半が当駅で折り返している。名古屋本線には当駅で折り返す列車は存在せず、全て名鉄岐阜駅まで運転されている。
ミュースカイは全て当駅を通過する。笠松競馬開催日でも臨時停車は行われない。
名古屋本線では快速特急停車駅であるが待避線は存在しない。急カーブの途中にあるため設置が困難であり列車待避は新木曽川駅または岐南駅で行われている。

## 利用可能な鉄道路線
- 名古屋鉄道
  - 名古屋本線
  - 竹鼻線（始発駅、一部岐阜方面へ直通）

## 歴史
- 1935年（昭和10年）

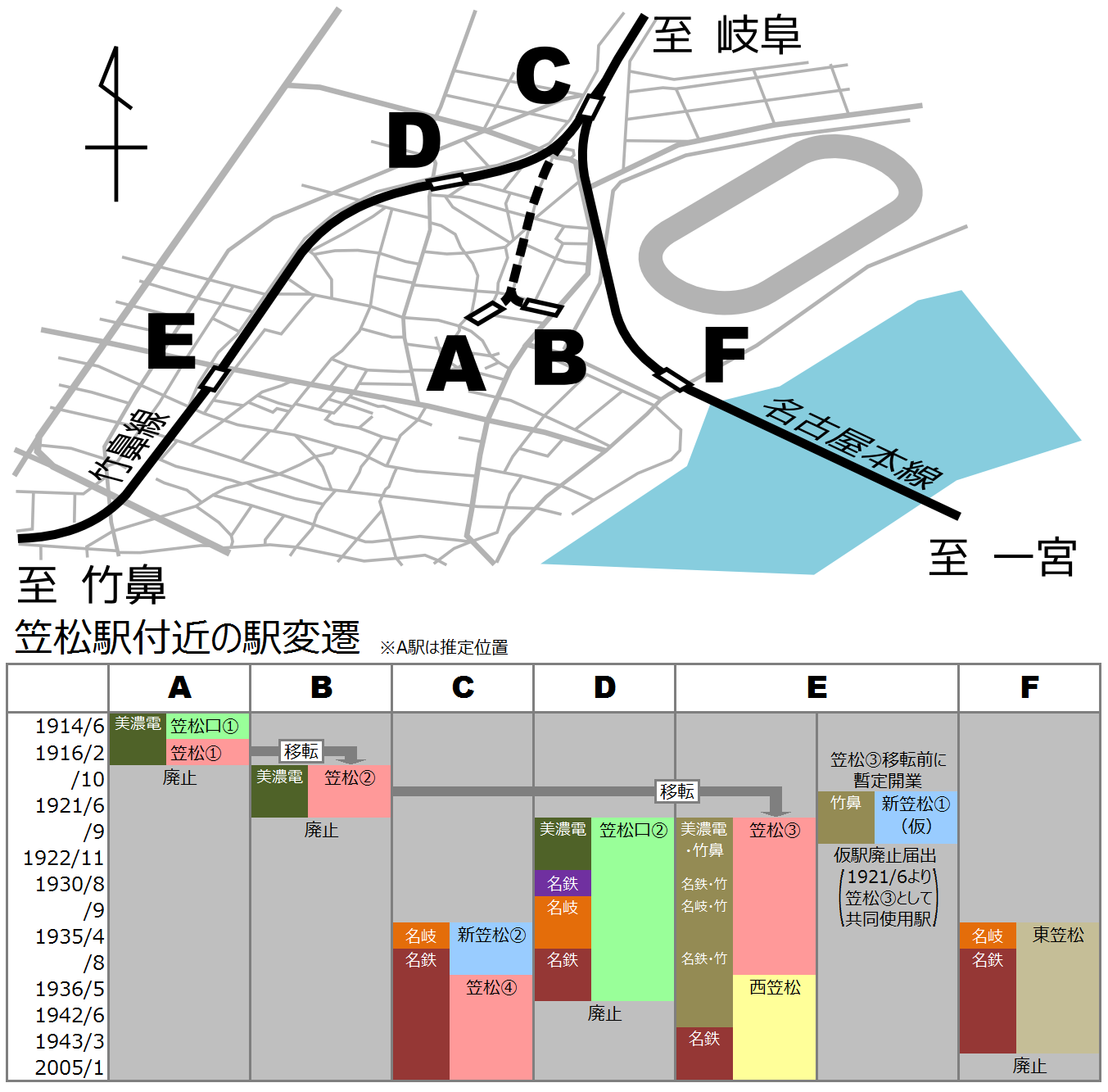
笠松付近の駅名変遷（当駅はC駅）

  - 4月29日 - 名岐鉄道名岐線開通に伴い、笠松線（後の竹鼻線）との接続場所に新笠松駅 （2代）開業（図中C駅）[2]。
  - 8月1日 - 名岐鉄道が愛知電気鉄道と合併して名古屋鉄道に改称。
- 1936年（昭和11年）5月 - 新笠松駅 （2代）を笠松駅 （4代）に、笠松駅（3代）を西笠松駅に改称[2]。
- 1984年（昭和59年）4月18日 - 西口駅舎を改築[3]。
- 1987年（昭和62年）5月 - 自動改札機設置[4]。
- 1990年（平成2年）10月1日 - 東口駅舎完成[5]。
- 2008年（平成20年）12月27日 - 急行減便に伴い、朝9時以降は快速特急・特急が停車するようになる[6]。
- 2011年（平成23年）
  - 2月11日 - ICカード乗車券「manaca」供用開始。
  - 3月26日 - 正式に快速特急・特急停車駅となる（ただし平日朝の上り特急の一部は通過）。
- 2012年（平成24年） 2月29日 - トランパス供用終了。
- 2023年（令和5年） 3月18日 - 特急の特別通過がなくなり、ミュースカイ以外の全列車が停車となる。

## 駅構造
島式1面・相対式1面の3線ホームがある。竹鼻線関係が1番線、そのほかの列車は2・3番線を使用する。有効長は1番線のみ4両編成分しかない。2・3番線は8両編成分まで対応している。
2・3番線はカーブしており、停車する列車は大きく傾く。1番線の西隣に留置線がある。なお1番線の急カーブ部分（駅舎寄り）には列車が停車しないようになっている。また、ホームの側面には馬の彫り込みが描かれている。
改札口は2つあり、中央改札口は1・2番ホームの名鉄一宮・竹鼻寄り、東改札口は3番ホームの名鉄一宮寄りにある。
中央改札口は有人で、駅の本屋となっていて商店が入ったミニ総合ビル（現在2階は営業していない）にある。建物1階には笠松町の情報提供、物販の場である「ふらっと笠松」がある。
ロータリーにはタクシー乗り場、バス乗り場（岐阜バス、笠松町公共施設巡回町民バス、岐南町コミュニティバス（岐南町コミュニティタクシーと兼用））がある。ただし、岐南町コミュニティタクシーを利用をするには事前に電話連絡が必要。かつては、岐阜から笠松駅を経由して、羽島、一宮方面へ行く名鉄バス、川島町からの笠松駅へ（往路のみ）、笠松駅から新岐阜（伏屋・八剣経由。復路のみ）へ行く岐阜バス、岐阜市コミュニティバスのふれあいバス、岐南町巡回バスのにじバスの停留所が存在した。
東改札口は旧変電所を流用した煉瓦造りの駅舎で、笠松競馬場への来場客を捌くための臨時切符売り場があるが同競馬場の観客数の低迷により、ほとんど使用されていない（シャッターで閉じられている）。改札口近くには有料の駐車・駐輪場がある。こちらは2004年3月のSFパノラマカード導入までは係員がいたが、導入後無人化された。
各改札口付近には自動券売機（継続manaca定期乗車券及び新規通勤manaca定期乗車券の購入も可能）を備えている。なお、係員が配置されていない東改札口付近には自動精算機やICカードのチャージ機を備えていないため、駅構内には「運賃の精算やICカードのチャージ等が必要なお客さまは、中央改札口をご利用ください」と掲示されている。ただし、乗車駅の改札機にタッチしたICカードの残高が足りている場合は、出場後に改札外の券売機でチャージすることも可能。
互いのホームはホームの名鉄一宮寄りにある跨線橋で行き来ができる。跨線橋は当初はエスカレーターのみでエレベーターは無かったが、2008年度下期からバリアフリー工事を行い、2009年3月にエレベーターや発車標が新設され、ホームの嵩上げも完工した。
竹鼻線と名古屋本線下り線が合流する分岐器は外方分岐となっている。分岐する竹鼻線側は逆カントとなるため速度制限が25km/hと極端に低くなっている。
| 番線 | 路線          | 方向 | 行先                                   | 備考             |
| ---- | ------------- | ---- | -------------------------------------- | ---------------- |
| 1    | TH 竹鼻線     | -    | 竹鼻・新羽島方面                       |                  |
| 1    | NH 名古屋本線 | 下り | 名鉄岐阜ゆき                           | 竹鼻線からの直通 |
| 2    | NH 名古屋本線 | 下り | 名鉄岐阜ゆき                           | 名古屋方面から   |
| 3    | NH 名古屋本線 | 上り | 名鉄一宮・名鉄名古屋・中部国際空港方面 |                  |

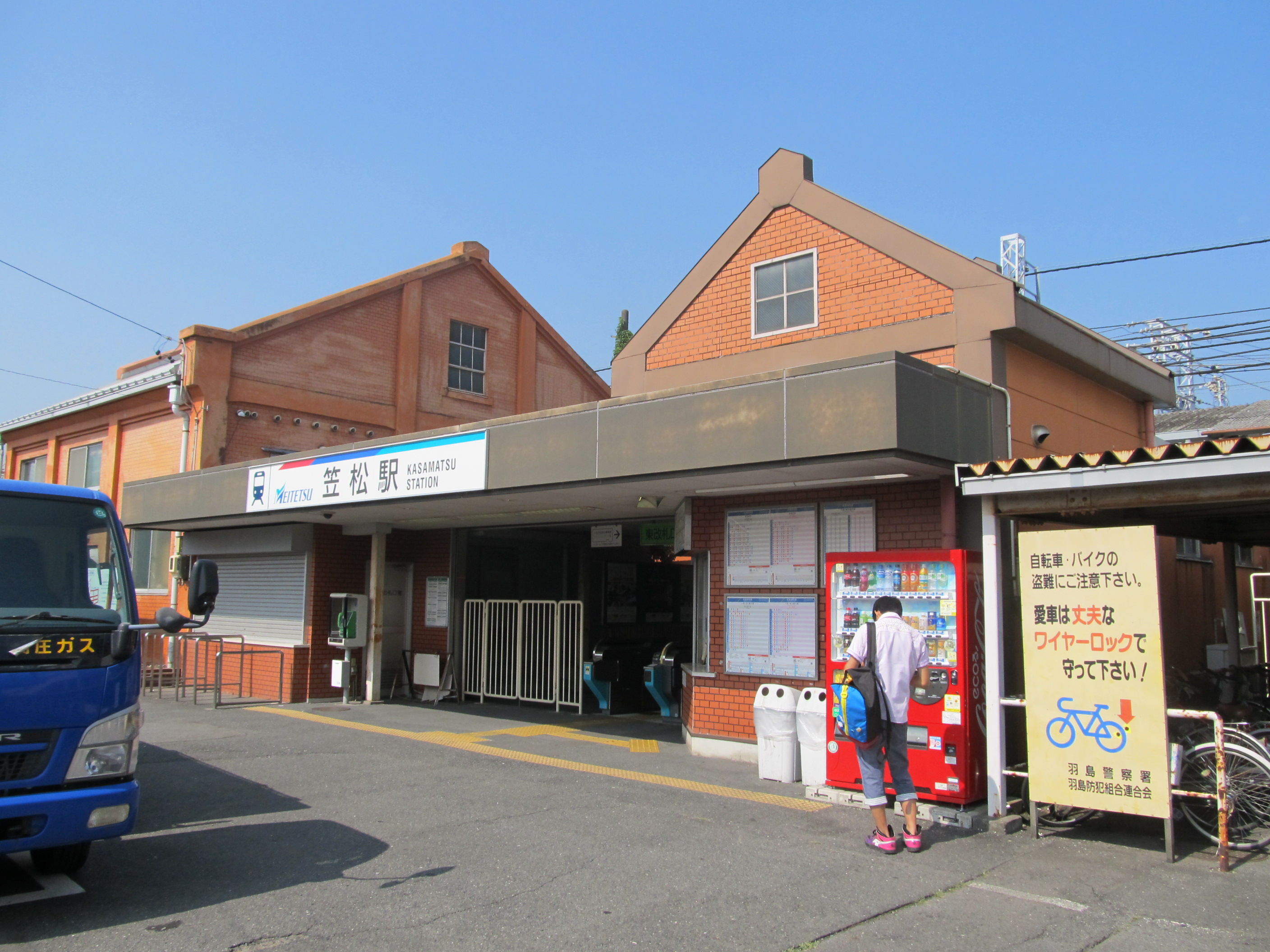
東口
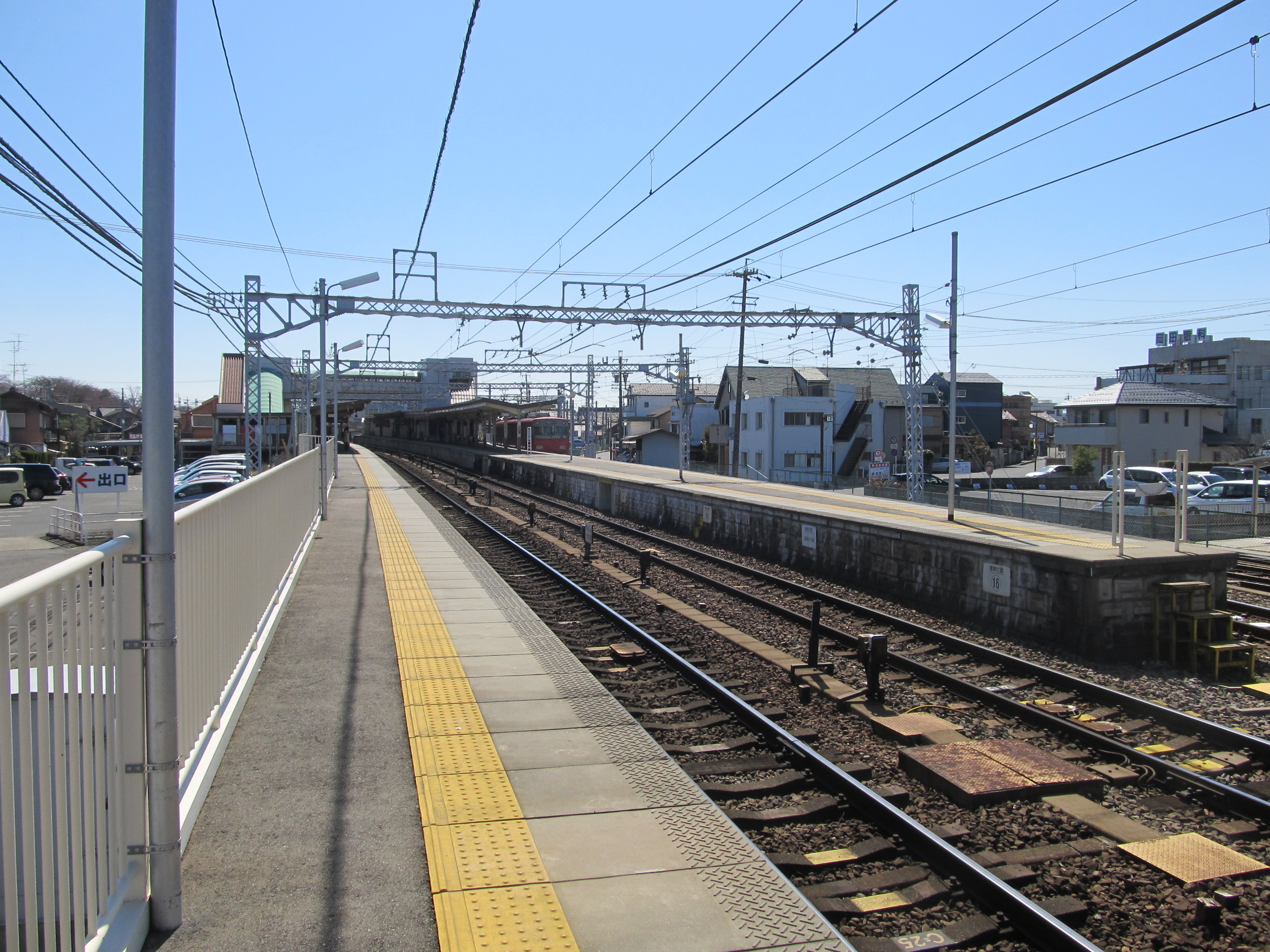
ホーム
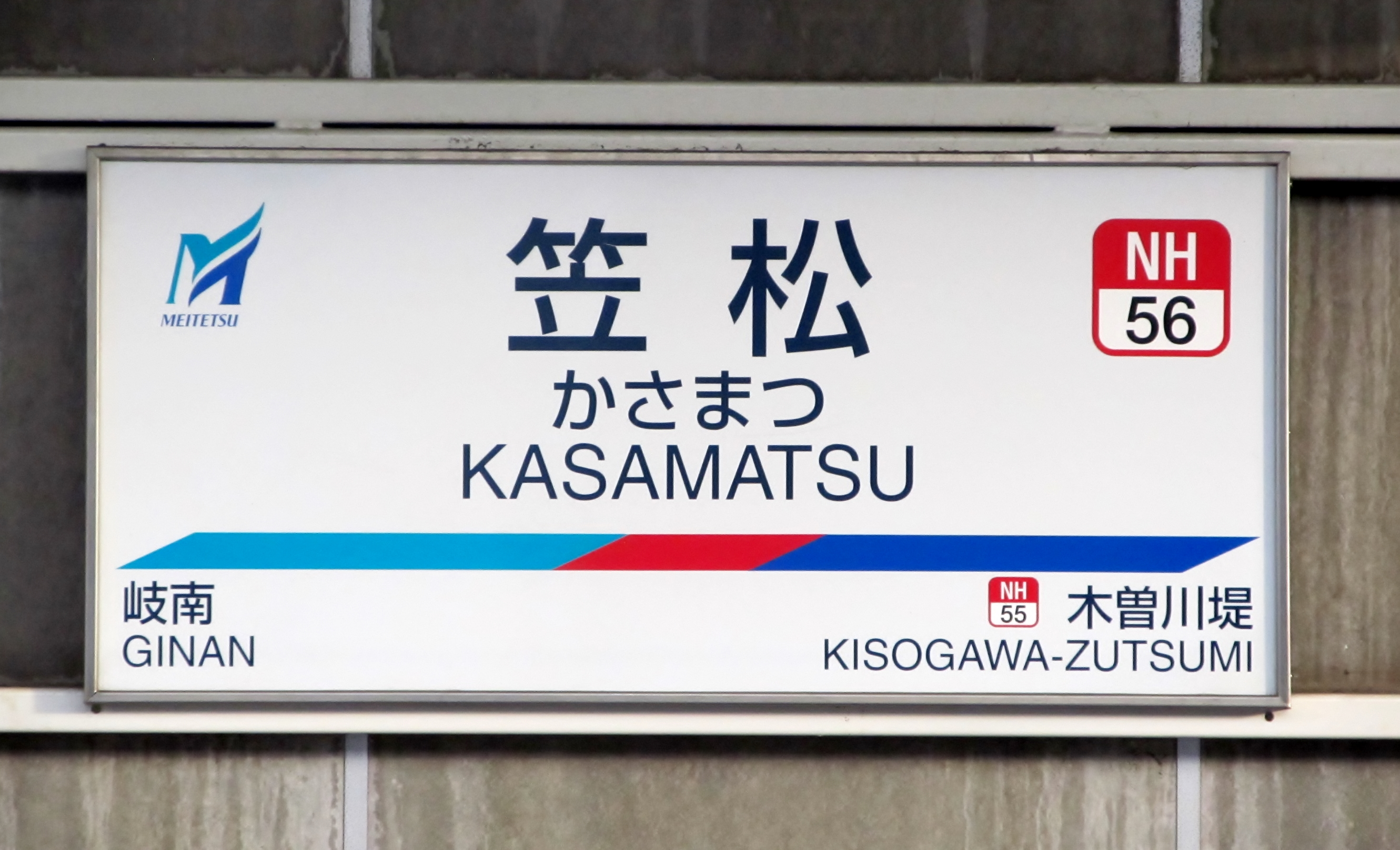
駅名標
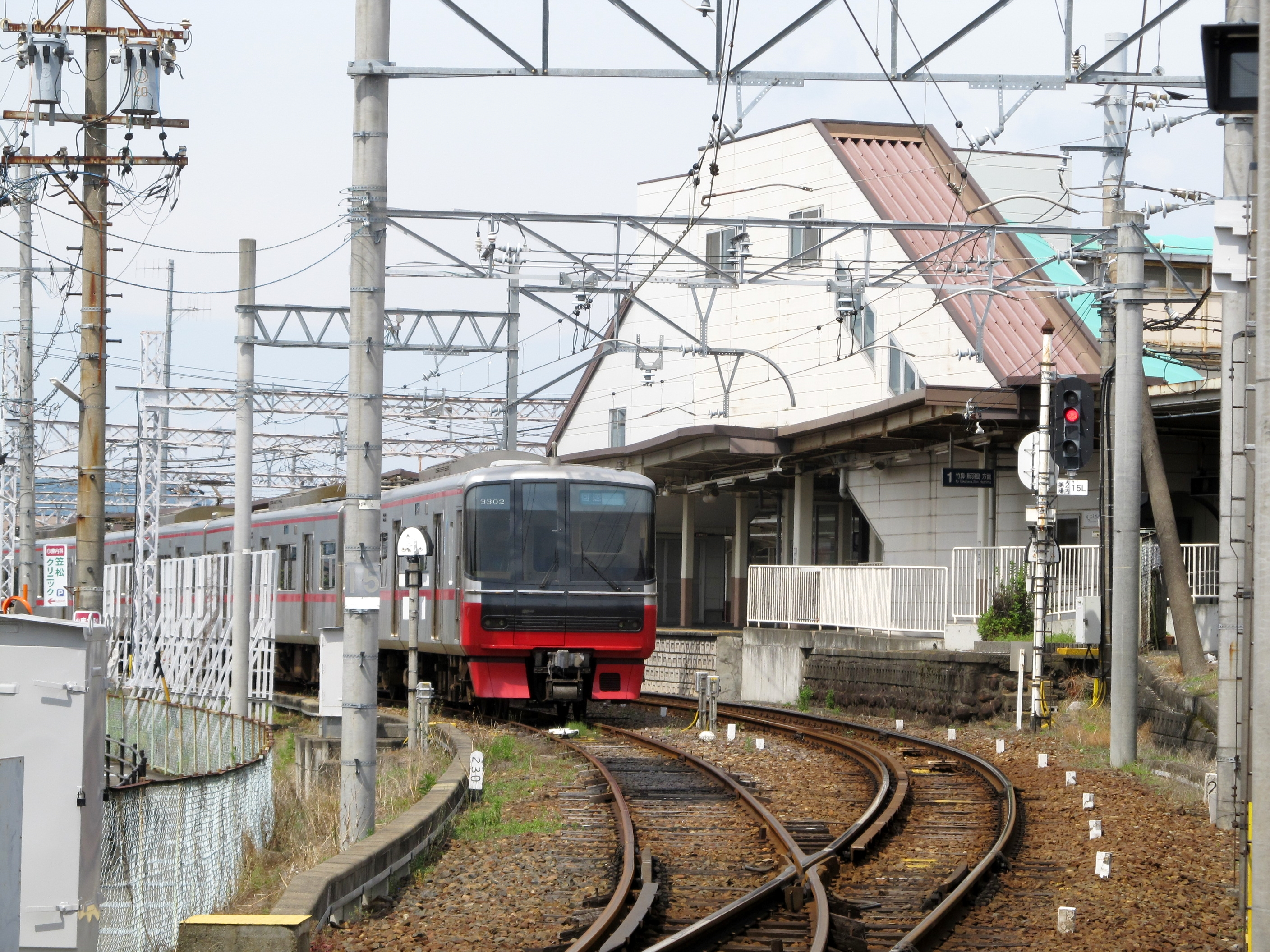
留置線

### 配線図
|            | ↑ 新羽島方面        |            |
|            | 笠松駅 構内配線略図 | → 岐阜方面 |
|            | ↓ 一宮・名古屋方面  |            |
| 凡例 出典: |                     |            |

## 利用状況
- 「移動等円滑化取組報告書」によると、2020年度の1日平均乗降人員は6,484人であった[13]。
- 『名鉄120年：近20年のあゆみ』によると2013年度当時の1日平均乗降人員は7,820人であり、この値は名鉄全駅（275駅）中50位、名古屋本線（60駅）中19位、竹鼻線・羽島線（10駅）中1位であった[14]。
- 『名古屋鉄道百年史』によると1992年度当時の1日平均乗降人員は10,104人であり、この値は岐阜市内線均一運賃区間内各駅（岐阜市内線・田神線・美濃町線徹明町駅 - 琴塚駅間）を除く名鉄全駅（342駅）中40位、 名古屋本線（61駅）中19位、竹鼻線・羽島線（16駅）中1位であった[15]。

『岐阜県統計書』『笠松町統計書』各号によると、年間乗車人員、年間乗降人員、一日平均乗降人員の推移は以下の通りである。
| 年                 | 年間統計 | 年間統計 | 一日平均 乗降人員 | 備考          |
| 年                 | 乗車人員 | 乗降人員 | 一日平均 乗降人員 | 備考          |
| ------------------ | -------- | -------- | ----------------- | ------------- |
| 1955（昭和30）年度 | 1351771  | 2699084  |                   | [ 16 ]        |
| 1956（昭和31）年度 | 1484084  | 2965828  |                   | [ 17 ]        |
| 1957（昭和32）年度 | 1601072  | 3193972  |                   | [ 18 ]        |
| 1958（昭和33）年度 | 1593909  | 3162963  |                   | [ 19 ]        |
| 1959（昭和34）年度 | 1612012  | 3214015  |                   | [ 20 ]        |
| 1960（昭和35）年度 | 1734016  | 3469359  |                   | [ 21 ]        |
| 1961（昭和36）年度 | 1812757  | 3628172  |                   | [ 22 ]        |
| 1962（昭和37）年度 | 1881174  | 3764802  |                   | [ 23 ]        |
| 1963（昭和38）年度 | 1897464  | 3795727  |                   | [ 24 ]        |
| 1964（昭和39）年度 | 2059221  | 4119807  |                   | [ 25 ]        |
| 1965（昭和40）年度 | 2131103  | 4263079  |                   | [ 26 ]        |
| 1966（昭和41）年度 | 2206750  | 4424780  |                   | [ 27 ]        |
| 1967（昭和42）年度 | 2195354  | 4422332  |                   | [ 28 ]        |
| 1968（昭和43）年度 | 2218711  | 4493033  |                   | [ 29 ]        |
| 1969（昭和44）年度 | 2254951  |          |                   | [ 30 ]        |
| 1970（昭和45）年度 | 2146000  |          |                   | [ 31 ]        |
| 1971（昭和46）年度 | 2021000  |          |                   | [ 32 ]        |
| 1972（昭和47）年度 | 1962000  |          |                   | [ 33 ]        |
| 1973（昭和48）年度 |          |          |                   |               |
| 1974（昭和49）年度 |          |          |                   |               |
| 1975（昭和50）年度 |          |          |                   |               |
| 1976（昭和51）年度 |          |          |                   |               |
| 1977（昭和52）年度 |          |          |                   |               |
| 1978（昭和53）年度 | 2055635  |          |                   | [ 34 ]        |
| 1979（昭和54）年度 | 2067887  |          |                   | [ 35 ]        |
| 1980（昭和55）年度 | 2102741  |          |                   | [ 36 ]        |
| 1981（昭和56）年度 | 2020547  |          |                   | [ 37 ]        |
| 1982（昭和57）年度 | 1970478  |          |                   | [ 38 ]        |
| 1983（昭和58）年度 | 1872324  |          |                   | [ 39 ]        |
| 1984（昭和59）年度 | 1897449  |          |                   | [ 40 ]        |
| 1985（昭和60）年度 | 1906769  |          |                   | [ 41 ]        |
| 1986（昭和61）年度 | 1890028  |          |                   | [ 42 ]        |
| 1987（昭和62）年度 | 1890701  |          |                   | [ 43 ]        |
| 1988（昭和63）年度 | 1947174  |          |                   | [ 44 ]        |
| 1989（平成元）年度 | 1790835  |          |                   | [ 45 ]        |
| 1990（平成02）年度 | 1750014  |          |                   | [ 46 ]        |
| 1991（平成03）年度 | 1739781  |          |                   | [ 47 ]        |
| 1992（平成04）年度 | 1664314  |          |                   | [ 48 ]        |
| 1993（平成05）年度 | 1622958  |          |                   | [ 49 ]        |
| 1994（平成06）年度 | 1548160  |          |                   | [ 50 ]        |
| 1995（平成07）年度 | 1497601  | 3270810  | 9018              | [ 51 ] [ 52 ] |
| 1996（平成08）年度 | 1449626  | 3163443  | 8734              | [ 51 ] [ 53 ] |
| 1997（平成09）年度 | 1415605  | 3089736  | 9532              | [ 51 ] [ 54 ] |
| 1998（平成10）年度 | 1551302  | 3098705  | 8557              | [ 55 ] [ 56 ] |
| 1999（平成11）年度 | 1397167  | 3052675  | 8421              | [ 55 ] [ 57 ] |
| 2000（平成12）年度 | 1328068  | 2907592  | 8031              | [ 55 ] [ 58 ] |
| 2001（平成13）年度 | 1326505  | 2902165  | 8015              | [ 59 ] [ 60 ] |
| 2002（平成14）年度 | 1267824  | 2769071  | 7646              | [ 59 ] [ 61 ] |
| 2003（平成15）年度 | 1200349  | 2638926  | 7280              | [ 59 ] [ 62 ] |
| 2004（平成16）年度 | 1159147  | 2563554  | 7080              | [ 63 ] [ 64 ] |
| 2005（平成17）年度 | 1191000  | 2640077  | 7292              | [ 63 ] [ 65 ] |
| 2006（平成18）年度 | 1153407  | 2545362  | 7033              | [ 63 ] [ 66 ] |
| 2007（平成19）年度 | 1148438  | 2518406  | 6950              | [ 67 ] [ 68 ] |
| 2008（平成20）年度 | 1142265  | 2496850  | 6897              | [ 67 ] [ 69 ] |
| 2009（平成21）年度 | 1140529  | 2491111  | 6882              | [ 67 ] [ 70 ] |
| 2010（平成22）年度 | 1156888  | 2520278  | 6964              | [ 71 ] [ 72 ] |
| 2011（平成23）年度 | 1222518  | 2642502  | 7298              | [ 71 ] [ 73 ] |
| 2012（平成24）年度 | 1336081  | 2671296  | 7384              | [ 71 ] [ 74 ] |
| 2013（平成25）年度 | 1298742  | 2828976  | 7820              | [ 75 ] [ 76 ] |
| 2014（平成26）年度 | 1302345  | 2820557  | 7796              | [ 75 ] [ 77 ] |
| 2015（平成27）年度 | 1377568  | 2983828  | 8240              | [ 75 ] [ 78 ] |
| 2016（平成28）年度 | 1505100  | 3006460  | 8310              | [ 79 ] [ 80 ] |
| 2017（平成29）年度 | 1536964  | 3065856  | 8474              | [ 79 ] [ 81 ] |
| 2018（平成30）年度 | 1464190  | 3169654  | 8761              | [ 79 ] [ 82 ] |
| 2019（令和元）年度 | 1467205  | 3159932  | 8726              | [ 83 ] [ 84 ] |
| 2020（令和02）年度 | 1081047  | 2342563  | 6484              | [ 83 ] [ 85 ] |

斜体の値は千人単位（千人未満四捨五入）

## 駅周辺
- 住宅街
- 笠松競馬場（駅から徒歩で約5分） - かつては東笠松駅が最寄り駅で一宮寄りに存在したが、利用客の減少のため2005年1月29日に廃止となった。
- 岐阜県立岐阜工業高等学校

## バス路線
- 岐阜バス
  - 笠松川島線
    - 中野・米野・河川環境楽園・川島小学校前方面川島松倉行き
    - 岐阜工業高校前方面松波総合病院行き
- 笠松町公共施設巡回町民バス
  - 総合会館・中野郵便局・スポーツ交流館方面米野高瀬行き
  - 福祉会館・笠松町役場・歴史未来館・松枝小学校前方面下門間行き
- 岐南町コミュニティバス　2022年（令和4年）9月から運行開始。
  - 岐南駅・岐南町役場方面（右回り・左回り）

## 隣の駅
名古屋鉄道
NH 名古屋本線
□ミュースカイ
通過
□快速特急・■特急 ・□快速急行・■急行・■準急
新木曽川駅 (NH53) - 笠松駅 (NH56)　- 名鉄岐阜駅 (NH60)
■普通
木曽川堤駅 (NH55) - 笠松駅 (NH56) - 岐南駅 (NH57)
TH 竹鼻線
（名鉄岐阜駅方面 -） 笠松駅 (NH56) - 西笠松駅 (TH01)
※ かつては木曽川堤駅 - 当駅間に東笠松駅、当駅 - 岐南駅間に下徳田駅、八剣駅、印食駅が存在した。また、当駅 - 西笠松駅間にも笠松口駅があった。